# Kiryl Pjatschenin
Kiryl Walerjewitsch Pjatschenin (belarussisch Кірыл Валер’евіч Пячэнін; * 18. März 1997 in Wizebsk) ist ein belarussischer Fußballspieler.

## Karriere

### Verein
Pjatschenin begann seine Karriere beim FK Wizebsk. Im November 2015 stand er im Cup erstmals im Profikader, kam allerdings noch nicht zum Einsatz. Zur Saison 2017 wurde er an den Zweitligisten FK Orscha verliehen. Für Orscha spielte er elfmal in der Perschaja Liha, ehe die Leihe im Juli 2017 vorzeitig beendet und er an den Erstligisten Naftan Nawapolazk weiterverliehen wurde. Für Naftan gab er dann im selben Monat gegen den FK Sluzk sein Debüt in der Wyschejschaja Liha. Bis Saisonende kam er zu 13 Erstligaeinsätzen, mit Naftan stieg er allerdings als Tabellenletzter aus der Wyschejschaja Liha ab.
Zur Saison 2018 kehrte Pjatschenin nach Wizebsk zurück und absolvierte 29 Partien, in denen er drei Tore erzielte. In der Saison 2019 kam er ebenfalls in 29 der 30 Saisonspiele zum Einsatz. Zur Saison 2020 wechselte der Außenverteidiger zum Ligakonkurrenten FK Dinamo Brest. Für Dinamo absolvierte er 23 Partien in der höchsten belarussischen Spielklasse. Zur Saison 2021 zog er weiter innerhalb der Stadt zum FK Ruch Brest. Für Ruch kam er zu 27 Einsätzen, nach der Saison stellte der Klub allerdings den Spielbetrieb ein.
Pjatschenin wechselte daraufhin im Januar 2022 nach Russland zum Zweitligisten FK Orenburg. Bis Saisonende kam er zu zehn Einsätzen in der Perwenstwo FNL, mit Orenburg stieg er in die Premjer-Liga auf. In der Saison 2022/23 kam er im Oberhaus zu 19 Einsätzen. In der Saison 2023/24 absolvierte er bis zur Winterpause sechs Partien.
Im Februar 2024 wechselte Pjatschenin innerhalb der Liga zu Krylja Sowetow Samara.

### Nationalmannschaft
Pjatschenin spielte zwischen März 2017 und Oktober 2018 13 Mal im belarussischen U-21-Team. Im Juni 2019 stand er erstmals im Kader der A-Nationalmannschaft, kam aber noch nicht zum Einsatz. Sein Debüt im Nationalteam gab er dann im September 2019 in einem Testspiel gegen Wales.